# Tibouchina latebracteolata
Tibouchina latebracteolata là một loài thực vật có hoa trong họ Mua. Loài này được Paul G. Wilson miêu tả khoa học đầu tiên năm 1958.